# 警備戦隊
警備戦隊（けいびせんたい）は、日本海軍の戦隊の類型で、主に1930年代に軍港ごとに設置されていた。太平洋戦争勃発からまもなく廃止された。略称は警戦。

## 沿革
1933年（昭和8年）12月6日に設置根拠規定である「警備戦隊令」が制定発布され、同年12月11日実施された。規定では、所在鎮守府所属の在役艦船および予備艦船ならびに駆逐隊、潜水隊、水雷隊または掃海隊中特に指定されたものをもって編成し、これを軍港に置き、その所在の地名を冠称するものとされた。任務としては、鎮守府司令長官の定めるところにより、海軍区の防御および警備の一部に関することを担当した。司令部の職員には司令官のほか、参謀と機関長を置き、必要に応じ司令部付として士官、准士官および下士官、兵を置いた。
警備戦隊司令官は、鎮守府司令長官に隷属し、部下の艦船部隊を指揮統率する。
1933年の施行時に呉鎮守府・横須賀鎮守府・佐世保鎮守府にそれぞれ設置された。なお、1940年（昭和15年）に要港部から鎮守府へ再昇格した舞鶴鎮守府には警備戦隊を編成せず、防備戦隊を編成した。防備戦隊は他の鎮守府でも警備戦隊と別に設置されている。
太平洋戦争が勃発すると、本土防衛用に温存していた艦艇も前線部隊に派遣されたため、呉警戦・佐警戦は1942年（昭和17年）1月、横警戦も同年4月に解散した。沿岸防衛は各鎮守府・警備府隷下の防備戦隊に委ねられた。

## 編制
新設当時の警備戦隊編制は次のとおりである。
横須賀警備戦隊
- 巡洋艦 木曾（旗艦）
- 戦艦 山城
- 練習戦艦 比叡（翌年1月より砲塔改造のため横須賀海軍工廠に入渠し、任務離脱）
- 巡洋艦 北上
- 航空母艦 鳳翔（翌年2月より機関修理のため横須賀海軍工廠に入渠し、任務離脱）
- 海防艦 八雲
- 第三駆逐隊（峯風型駆逐艦 汐風・島風・灘風・夕風）
- 第七駆逐隊（吹雪型駆逐艦 曙・朧・潮）
- 第八駆逐隊（吹雪型駆逐艦 天霧・朝霧・夕霧）
- 第六潜水隊（呂五十七型潜水艦 呂号第五十七・呂号第五十八・呂号第五十九）
- 第九潜水隊（伊二十一型潜水艦 伊号第二十三・伊号第二十四）

呉警備戦隊
- 巡洋艦 加古（旗艦）
- 巡洋艦 妙高
- 巡洋艦 那智
- 巡洋艦 阿武隈
- 巡洋艦 神通（11月よりカタパルト増設のため呉海軍工廠に入渠し、行動不能）
- 第十三駆逐隊（若竹型駆逐艦 若竹・呉竹・早苗）
- 第十六駆逐隊（若竹型駆逐艦 朝顔・芙蓉・刈萱）
- 第十九駆逐隊（吹雪型駆逐艦 浦波・敷波・綾波）
- 第二十駆逐隊（吹雪型駆逐艦 東雲・吹雪・磯波）
- 第十八潜水隊（伊五十三型潜水艦 伊号第五十三・伊号第五十四・伊号第五十五）
- 練習特務艦 朝日

佐世保警備戦隊
- 巡洋艦 龍田（旗艦）
- 巡洋艦 足柄（11月より砲塔改造のため佐世保海軍工廠に入渠し、行動不能）
- 巡洋艦 羽黒（翌年5月より砲塔改造のため佐世保海軍工廠に入渠し、任務離脱）
- 巡洋艦 夕張
- 航空母艦 加賀（10月より全通甲板化大改装のため佐世保海軍工廠に入渠し、行動不能）
- 第二十一駆逐隊（初春型駆逐艦 初春・子日）…編成途上
- 第二十二駆逐隊（睦月型駆逐艦 皐月・水無月・文月・長月）
- 第二十四潜水隊（呂六十型潜水艦 呂号第六十三・呂号第六十四・呂号第六十八）
- 第二十七潜水隊（呂六十型潜水艦 呂号第六十五・呂号第六十六・呂号第六十七）
- 第二十八潜水隊（伊五十六型潜水艦 伊号第五十九・伊号第六十・伊号第六十三）
- 運送艦 能登呂
- 運送艦 早鞆